# Aeroporto regionale di Santa Fe
L'Aeroporto regionale di Santa Fe (IATA: SAF, ICAO: KSAF) è un aeroporto del Nuovo Messico situato a 16 km a sudovest del centro di Santa Fe. Situato a 1.935 m s.l.m., l'aeroporto dispone di un unico terminal passeggeri, una torre di controllo del traffico aereo, e 3 piste in asfalto: la prima con orientamento 02/20 lunga 2.550 metri, la seconda con orientamento 15/33 lunga 1.925 metri e la terza con orientamento 10/28 lunga 1.921 metri. È utilizzato solamente per voli domestici.